# Москела (Фођа)
Москела (итал. Moschella) је насеље у Италији у округу Фођа, региону Апулија.
Према процени из 2011. у насељу је живело 63 становника. Насеље се налази на надморској висини од 110 м.